# Волхонка-ЗИЛ
Волхо́нка-ЗИЛ — район массовой жилой застройки на юге Москвы, возникший в 1950-е годы к западу от станции Коломенское Павелецкого направления Московской железной дороги на месте Коломенского посёлка завода ЗиЛ и бывшей деревни Волхонки.

## Название

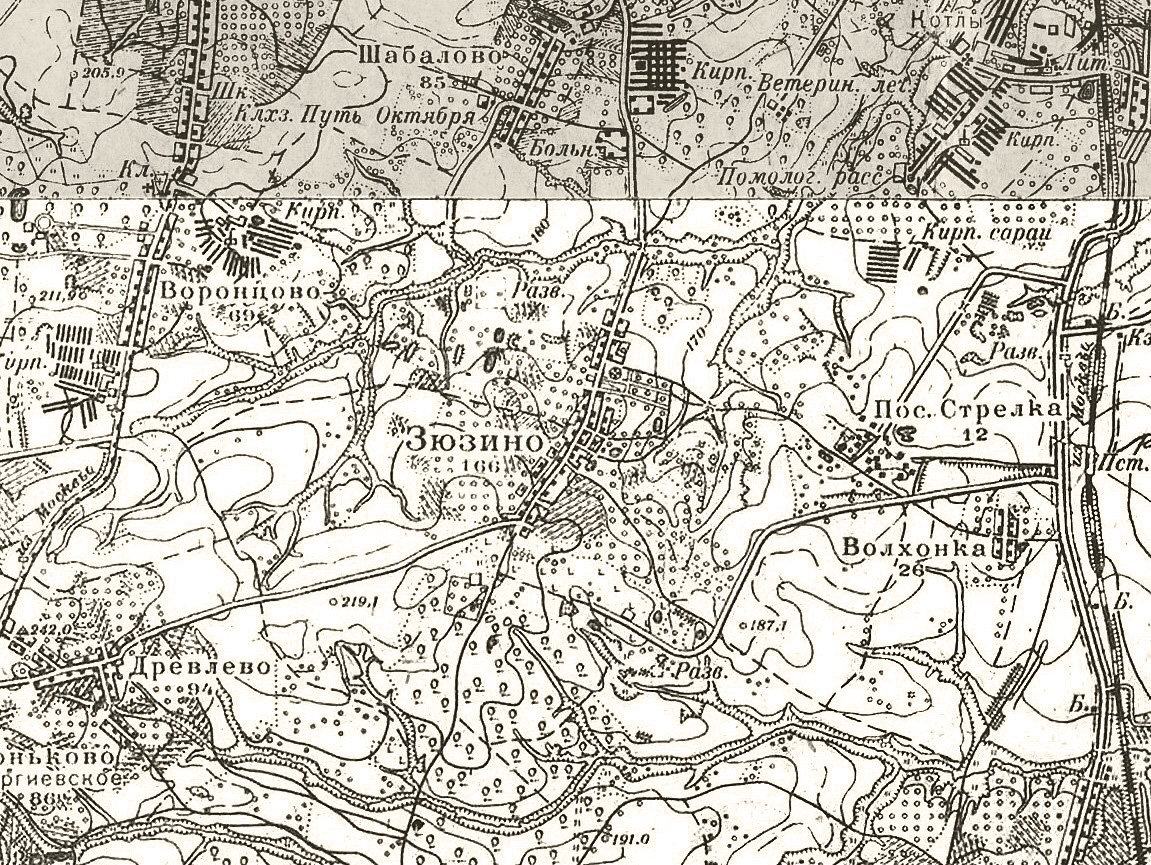
Территория застройки на карте 1931 года.

Жилой массив получил своё название по бывшей деревне Волхонка, рядом с которой в 1937—1939 годах был построен Коломенский посёлок  для рабочих завода ЗИС (после 1956 года — ЗиЛ). В начале 50-х годов архитектору З. М. Розенфельду была поручена задача проектирования регулярной застройки окрестностей Варшавского шоссе на территории включавшей в себя несколько посёлков (собственно Волхонку, Коломенский посёлок рабочих ЗиЛа, посёлок Стрелка и др.), причем часть территорий была включена в черту города из Ленинского района Московской области. Для удобства этому сплоченному единым замыслом участку работ было дано название Волхонка-ЗИЛ. Начиная с 1957 года оно использовалось во всей технической документации.

## История

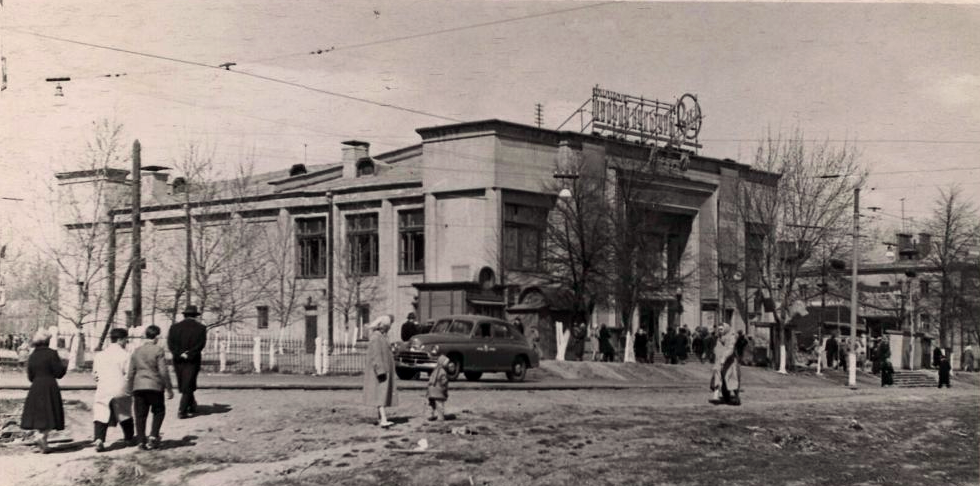
Филиал ДК ЗИЛ, один из символов района, возведенный в 1938-1940 гг. под руководством Бориса Иофана

В 1950-е годы Москва начала развиваться на Юго-Запад. В 1957 году Коломенский посёлок и деревню окончательно объединили, и этот район, превратившийся в большую стройку, стал называться Волхонкой-ЗИЛ. Был возведён ряд жилых домов по проекту архитекторов З. М. Розенфельда, В. А. Нестерова и других. В 1956 году был сильно реконструирован популярный у москвичей Москворецкий рынок, который находился недалеко от трамвайного круга. В 1960-е годы Волхонку-ЗИЛ окончательно включили в состав Москвы. В 60-70х годах застройку района продолжил ученик И. В. Жолтовского и руководитель мастерской № 13 «Моспроекта» (1961–1981), архитектор В. Л. Воскресенский. При застройке в 1962—1965 годах, Котловскую улицу продлили на юг и в 1965 году переименовали в Симферопольский бульвар, так как по плану 1964 года, в дальнейшем планировалось перенести трамвайные пути по бокам, а в центре высадить деревья. Полностью разгладить рельеф и сделать прямые улицы, как изначально предполагал проект, не удалось, в связи с этим Волхонка-ЗИЛ частично сохранила историческую планировку, наследуемую ещё со времен деревни.

## Современность
В 1970-е годы большая часть старой застройки района была снесена для нового строительства, однако последний барак коридорной системы был расселен только в 1990-е годы. В 2014 году Волхонка-ЗИЛ была включена в программу реновации, часть исторических зданий попадает под снос и будет расселена в 3 стадии с 2029 по 2032 гг..